# الأسطول البحري

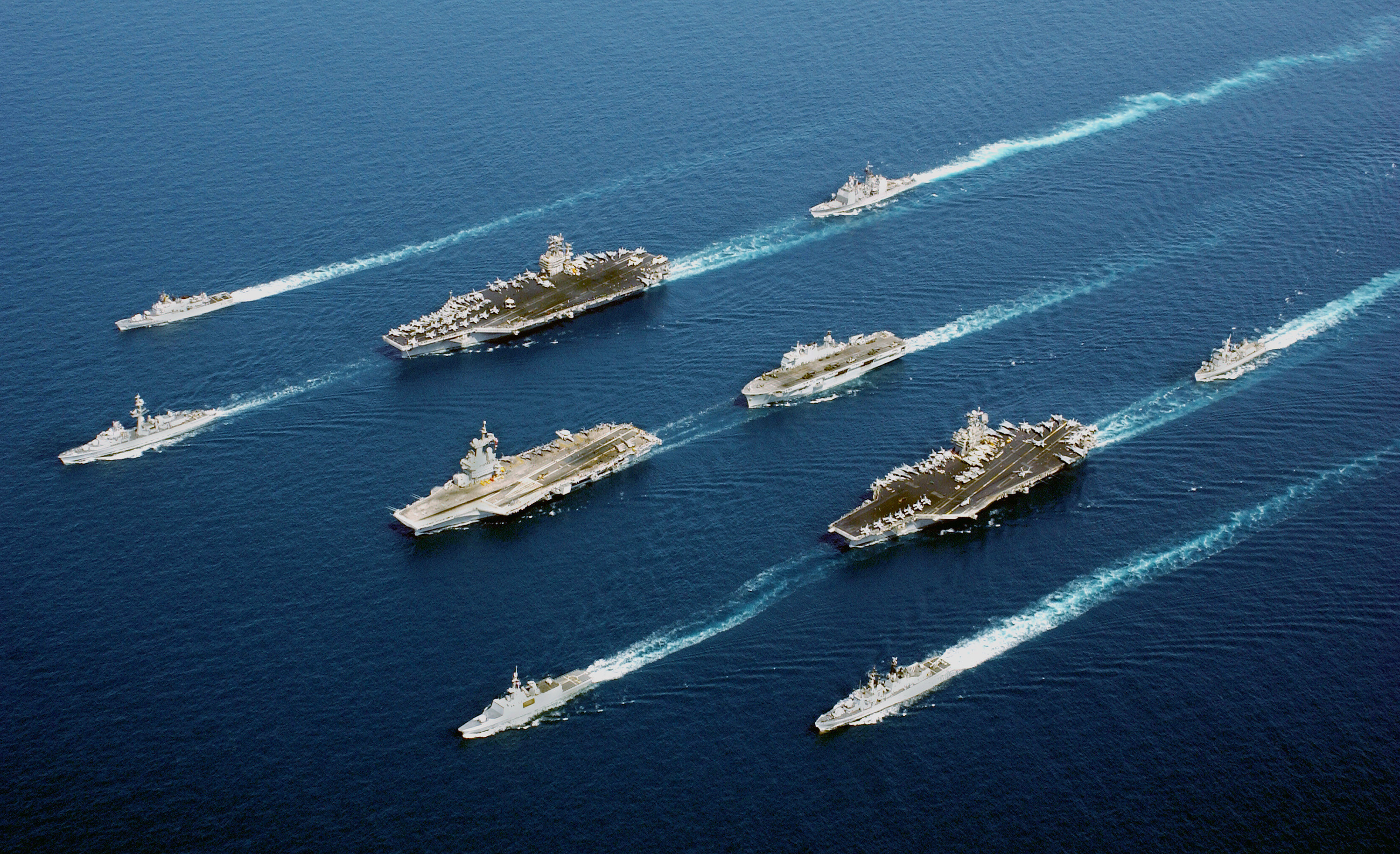

الأسطول الحربي هو أحد أنواع الأساطيل البحرية المتعددة. يعد الأسطول الحربي مناظرا للجيش البري. يتكون الأسطول من تشكيل عريض من السفن الحربية، كما يعد التشكيل الأكبر في القوات البحرية.
يتكون الأسطول البحري من عدد من الأسراب، التي تنقسم بدورها لعدد أخر من الشعاب.
في عصر السفن الشراعية كان الأسطول يُقَسَّم لسرب المقدمة والوسط والمؤخرة وذلك وفقا لتقسيم ما قبل المعركة. في العصر الحديث اختلف شكل التقسيم حيث يُقَسَّم إلى مجموعات متجانسة من السفن مثل البوارج، والطرادات.
تملك العديد من الدول أقل مما يمكن تسميته بالأسطول الحربي، ولذلك يطلق على على قواتها البحرية مجتمعة لفظ الأسطول.
تعد الأساطيل المشتركة بين عدد من الدول (متعددة الجنسيات) أمرا شائعا. على سبيل المثال ، العديد من الدول الأوربية ألفت التحالف المقدس (التحالف الصليبي) لمواجهة العثمانيين في معركة ليبانتو البحرية في 1571.